# Branimir Cipetić
 (octobre 2020).
Branimir Cipetić est un footballeur bosnien né le 24 mai 1995 à Split. Il joue au poste d'arrière droit à Široki Brijeg.

## Biographie

### En club
Formé à Hajduk Split, il part en Espagne en 2013 où il joue en amateur. 
En 2019, il rentre en Bosnie-Herzégovine, où il s'engage avec le Široki Brijeg. Le 27 juillet 2019, il joue son premier match face au Sloboda Tuzla.

### En sélection
Le 27 août 2020, il reçoit sa première convocation pour porter le maillot de la Bosnie-Herzégovine.
Le 4 septembre 2020, il fait ses débuts en équipe nationale, contre l'Italie. Il dispute l'intégralité de cette rencontre. Par la suite, le 8 octobre de la même année, il délivre sa première passe décisive avec la Bosnie, contre l'Irlande du Nord.